# Pica-soques de l'Himàlaia
El pica-soques de l'Himàlaia (Sitta himalayensis) és un ocell de la família dels sítids (Sittidae).

## Hàbitat i distribució
Habita boscos de l'Himàlaia, al nord de l'Índia, sud-est del Tibet, oest, nord-est i est de Myanmar, sud-oest de la Xina, nord de Laos i Vietnam septentrional, al nord-oest de Tonquín.